# Michele Vincenti
Michele Vincenti (Taranto, 29 settembre 1958) è un economista italiano, professore di "Leadership", "Human resources Management" e "Change Management" e Preside dei corsi di laurea della  University Canada West, con una significativa esperienza manageriale in contesti internazionali.

## Biografia
Nato Michele Marco Francesco, dopo aver frequentato le scuole superiori a Perugia, si iscrive alla Facoltà di Economia dell’Università di Bari, dove completa il biennio.
Riprende gli studi nel 2002, frequentando un Master in Business Administration alla Royal Roads University di Colwood (Columbia Britannica) in Canada.
Dopo aver completato l’MBA, frequenta un Dottorato di ricerca in “Sistemi Organizzativi Umani” presso la Fielding University a Santa Barbara in California.
Contestualmente ha conseguito un Master in Sviluppo dei Sistemi Organizzativi Umani nello stesso ateneo.

### Carriera accademica
Inizia la sua carriera accademica alla Royal Roads University nel 2005. Dopo pochi mesi, viene promosso a Direttore dei progetti di consulenza per i Master in Business Administration, presso lo stesso ateneo, ruolo in cui ha la responsabilità di circa 250 professori - che supportavano studenti, nella veste di advisor, nei loro corsi - e dei progetti di consulenza degli studenti che revisionava e approvava prima che fosse rilasciato il diploma di laurea.
In questa veste ha potenziato i rapporti dell’ateneo con la Grenoble École de management, contribuendo ad organizzare programmi intensivi su “Mosse Strategiche” e “Leadership accademica”, della durata di tre settimane, che gli studenti potevano frequentare due volte all’anno in Francia.
Dal 2005, inizia ad insegnare presso la University Canada West di Vancouver, fondata pochi mesi prima da David Strong - già Presidente dell'Università di Victoria - con l’obiettivo di istituire la prima università privata in Canada, contribuendo a fornire in tal modo una nuova prospettiva nell'istruzione superiore nel paese.
In questo ruolo facilita nel 2011, la delicata transizione della proprietà da imprenditori sudcoreani alla società acquirente Global University System, fondata da Aaron Etingen.
Nel 2017 viene nominato Capo dipartimento di tutti i corsi MBA dell’ateneo, carica che mantiene per tre anni, in cui ha contribuito ad allargare il numero degli iscritti a 2.500 studenti da tutto il mondo. Nel 2020 lascia la direzione dell'MBA, a causa dell'elevato numero di iscritti - troppo vasto per essere gestito da una sola persona – dopo aver richiesto la creazione di tre dipartimenti: “Studi Quantitativi”, “Marketing e Imprenditorialità”, e “Leadership e Risorse Umane” e assunto la guida di quest’ultimo, con la supervisione estesa a circa 100 professori.
Il 13 aprile 2024 ha ospitato presso la East Wing Lounge del campus della UCW in Vancouver la XVIII edizione della "Conferenza mondiale dei ricercatori italiani nel mondo".  L'evento è stato organizzato in collaborazione con la Texas Scientific Italian Community (TSIC) e ha visto la partecipazione di numerosi studiosi italiani provenienti da tutto il mondo. Nel 2025 è relatore alla XIX edizione della "Conferenza mondiale dei ricercatori italiani nel mondo" che si è svolta all'interno del Parlamento Europeo a Bruxelles.
A febbraio del 2025 Michele Vincenti è stato nominato – per la prima volta nella storia della UCW – "Associate Dean" per gli Studi Post-Laurea.

### Carriera professionale e imprenditoriale
All'età di 21 anni, Michele Vincenti ha intrapreso la sua carriera imprenditoriale acquisendo un'agenzia assicurativa Sara Assicurazioni a Cagliari, in Sardegna, gestendo con successo la stessa per i successivi 13 anni e contribuendo attivamente al comitato nazionale di UnaPass, rappresentando gli agenti di assicurazione a livello nazionale.
Nel 1992 si trasferisce nella Columbia Britannica, in Canada, dove nel 1995 avvia il ristorante italiano "Vincenti’s" a Campbell River, nell’Isola di Vancouver. Dopo aver ottenuto la residenza, ha cambiato carriera, entrando nel settore finanziario come consulente per investimenti presso la Evergreen Savings Credit Union. Promosso a manager degli investimenti, e successivamente a Direttore della Divisione Wealth Management, ha supervisionato la gestione degli investimenti in 11 filiali sull'Isola di Vancouver. Durante questo periodo, ha ottenuto l'abilitazione di "Certified Investment Manager", rilasciata dal Canadian Securities Institute e si è iscritto a un programma MBA presso la Royal Roads University.
Nel 2004 ha fondato Alvana Business Consulting, Inc., società specializzata in consulenza sulle risorse umane, leadership e finanza, con particolare attenzione alle start-up e al loro accesso ai mercati azionari OTC negli Stati Uniti.
Nel 2024 viene nominato Chief Digital/AI Center Strategic Officer dell’organizzazione statunitense The Rob Rockefeller Standard Carbon LLC.

## Pubblicazioni scientifiche
I principali temi trattati sono stati: Sistemi complessi, Leadership, Finanze e business internazionale
Le sue pubblicazioni scientifiche sono in gran parte in lingua inglese:
- 2024 - M. Vincenti, "AI and Leadership in Startup Innovation and Disruption: The Case of Mobility as a Service (MaaS)" (presentazione della monografia a Helsinki in Finlandia, nell'ottobre 2024, al “1º Simposio Internazionale sulla Tecnologia Intelligente per il Trasporto del Futuro” (ITFT 2024).
- 2024 - M. Pinzaglia e M. Vincenti, "Enhancing risk assessment accuracy: Addressing organizational complexity through graph-based models and correction factors", PM World Journal, 13(9)[13].
- 2024 - M. Madanchian, M. Vincenti e H. Taerdoost, "Redefining Leadership in the Age of AI: Tools, Applications and Limitations" in: AA.VV., "Evolutionary Artificial Intelligence:Proceedings of ICEAI 2023", Springer; ISBN 978-98-19-98596-8.
- 2024 - M. Madanchian, M. Vincenti e H. Taerdoost, "Enhancing Human Resource Management with Artificial Intelligence: Opportunities, Challenges, and Best Practices" in: L. Moldovan e A. Gligor (a cura di), "The 17th International Conference Interdisciplinarity in Engineering: Inter-eng 2023 Conference Proceedings (2)", Springer; ISBN 978-30-31-54670-9.
- 2023 - K. Pourasadollahi e M. Vincenti, "Faculty Burn-out in the Private Business of Higher Education", presentato alla Private Degree Granting Institutions Association di Vancouver (British Columbia), Canada.
- 2012 - M. Jelavic e M. Vincenti, "Chaos theory and organisational decision-making", Canadian Manager.
- 2012 - M. Jelavic e M. Vincenti, "The neurobiology of experience: Memory-prediction and its role in the management decision-making process", Canadian Institute of Management.
- 2011 - M. Jelavic e M. Vincenti, "Management consulting: Understanding the process using concepts in neuroscience", Canadian Institute of Management.

## Membership
È un membro delle seguenti istituzioni:
- Canadian Securities Institute (CSI).
- Canadian Institute of Management (CIM).
- Certified Management Consulting Institute Canada (CMC).
- Forum for International Trade Training (FITT).
- Chartered Management Institute (CMI) nel Regno Unito.

## Premi e riconoscimenti
- Vincitore dell'edizione del 2021 del premio “Teaching Excellence”, della University Canada West[15].
- Finalista all'edizione del 2008 del premio “Kelly Teaching Excellence” della Royal Rods University, 2008